# Fokkerskring

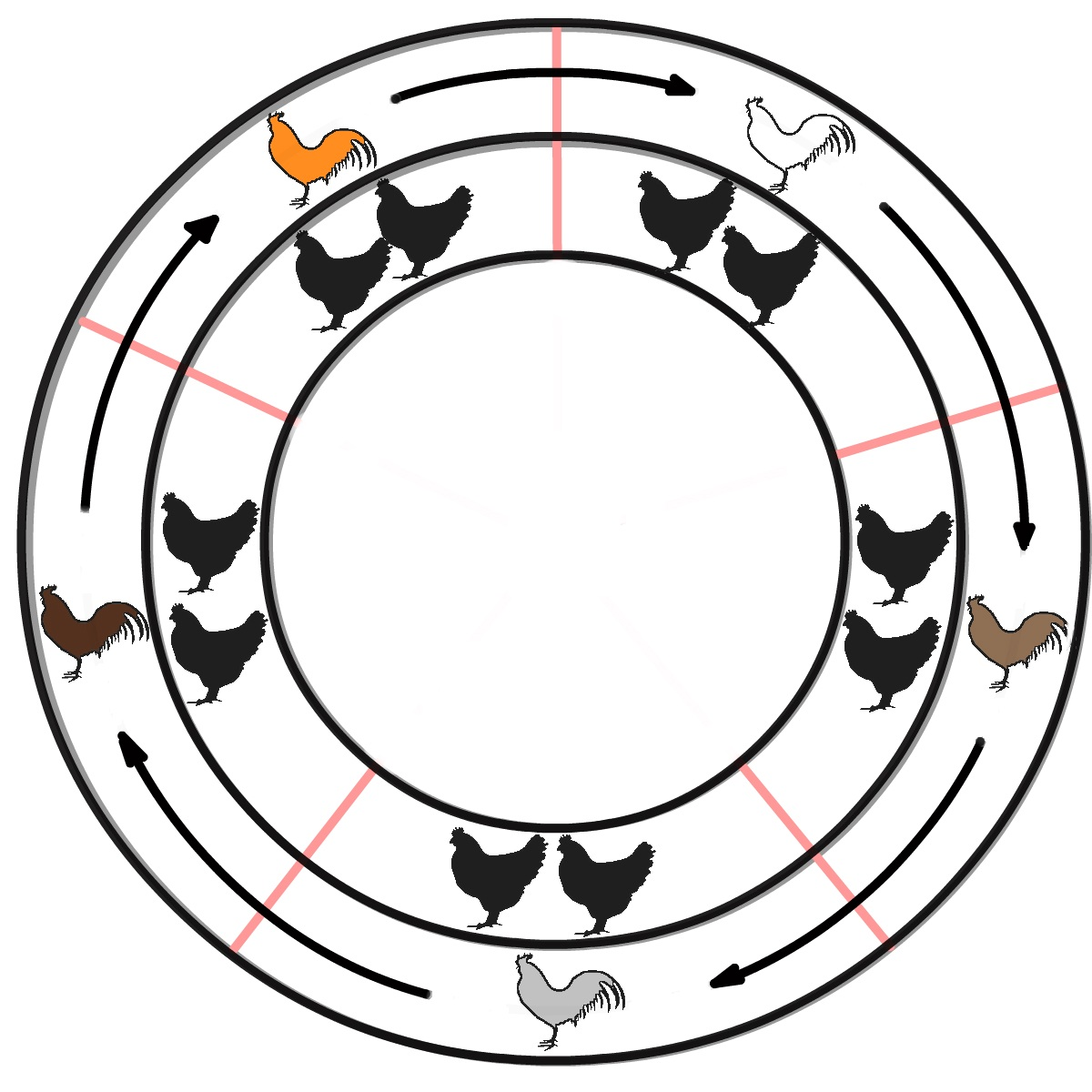
Schema mit uitwisseling van hanen

Een fokkerskring (Duits: Zuchtring) is een vorm van gemeenschapsveeteelt, waarin meerdere fokkers van een ras door een systematische uitwisseling van dieren proberen inteelt te vermijden en eventueel vast omlijnde fokdoelen te bereiken. Dit concept wordt in Duitsland sinds enige jaren regelmatig ingezet binnen programma's om zeldzame en bedreigde (klein)veerassen in stand te houden.
Het begrip wordt, onafhankelijk van de genoemde betekenis, binnen de hondenfokkerij bij twee niet-bedreigde rassen als algemene naam voor een speciaalclub gebruikt.

## Diersoorten
Fokkerskringen bestaan voor meerdere (klein)veerassen, initieel in Oostenrijk voor bijen, later ook in Duitsland voor varkens, kalkoenen, gansen en in de laatste jaren toenemend voor kippen. Voor niet-gedomesticeerde dieren bestaan in dierentuinen vergelijkbare instandhoudingsfokprogramma's.

## Procedure
Er vindt meestal jaarlijks een ringvormige uitwisseling van dieren plaats van de ene naar de volgende fokeenheid. Voor de keuze van de dieren die voor de fok in aanmerking komen bestaan vaste criteria, de documentatie wordt in een stamboek vastgelegd. Afhankelijk van de diersoort en het fokconcept worden in de rotatie mannelijke dieren, vrouwelijke dieren (bijv. bijenkoninginen) of broedeieren doorgegeven.